# Пайк, Кеннет Ли
Кеннет Ли Пайк (англ. Kenneth Lee Pike; 9 июня 1912[…], Вудсток — 31 декабря 2000[…], Даллас) — американский лингвист и антрополог. Автор тагмемной теории и терминов «эмический» и «этический». Представитель Энн-арборской школы дескриптивной лингвистики, специалист по общей фонетике и фонологии, общему языкознанию, обучению иностранным языкам.

## Биография
Пайк родился в г. Вудстоке (штат Коннектикут, США), и изучал теологию в Гордонском колледже (Gordon College) (г. Бостон), окончив его со степенью бакалавра гуманитарных наук (B.A.) в 1933 году. Намеревался работать миссионером в Китае, но был вынужден отказаться от этого намерения по состоянию здоровья. В 1935 году продолжил своё образование, изучая языки американских индейцев в Летнем лингвистическом институте (Summer Institute of Linguistics — S.I.L.) при Университете Оклахомы, изучал миштекский язык среди носителей языка в Мексике.
В 1937 году Пайк поступил в Мичиганский университет (г. Энн-Арбор), где работал над докторской диссертацией по языкознанию под руководством Э. Сепира. При проведении полевых исследований жил среди индейцев племени миштеков, вместе со своей женой Эвелиной создал письменность для миштекского языка. После получения степени доктора философии (Ph.D.) в 1942, стал президентом Летнего лингвистического института. Основная задача института — перевод Библии на дописьменные языки, и в 1951 году Пайк опубликовал текст Библии на миштекском языке (Mixtec New Testament Bible). Президент Летнего лингвистического института (S.I.L. International) с 1942 по 1979 год, почётный президент с 1979 г. до самой смерти в 2000 г.
Наряду с работой в S.I.L. Пайк 30 лет проработал в Мичиганском университете заведующим кафедрой лингвистики, преподавателем лингвистики и директором Института английского языка (был одним из первопроходцев в области преподавания английского языка как иностранного (ESL/ESOL/EFL/ELT)), почётным президентом университета.
Был членом Национальной академии наук США (1985), Американского лингвистического общества и Американской антропологической ассоциации. Был выдвинут на соискание Нобелевской премии за свои труды по языкознанию. Почётный доктор ряда университетов.
Приезжал в Москву и выступал с лекциями в апреле 1988 года.
Умер в Далласе (штат Техас) 31 декабря 2000 года.

## Достижения
Наиболее известен различением «эмических» и «этических» лингвистических единиц. «Эмический» (как в слове «фонемика») относится к субъективному пониманию и учету значения в звуках языка, а «этический» (как в слове «фонетика») относится к объективному изучению этих звуков. Пайк утверждал, что только носители языка могут достоверно судить об эмических аспектах, и поэтому играют решающую роль в предоставлении данных для лингвистических исследований, а исследователи, не принадлежащие к этой группе, применяют научные методы при анализе языка, формулируя этические аспекты, которые поддаются проверке и могут быть воспроизведены. Сам Пайк проводил полевые исследования малоизученных языков в Австралии, Боливии, Эквадоре, Гане, на Яве, в Мексике, Непале, Новой Гвинее, Нигерии, Филиппинах и Перу.
Разработал теорию тагмемики для облегчения анализа языков Центральной и Южной Америки, путём выявления (с помощью как семантических и синтаксических элементов) последовательностей языковых элементов, способных выполнять ряд различных функций.
Как фонетист известен предложенной им (впервые для английского языка) системой дискретного моделирования интонации (интонационные уровни), введёнными им понятиями «контурных» и «регистровых» музыкальных тонов. Выдвинул теорию трёх видов единиц речевой деятельности — «частиц», «волн» и «полей».
Пайк также разработал искусственный язык «калаба-экс» (Kalaba-X) для использования в преподавании теории и практики перевода.
Занимался также философскими проблемами, в 1997 году опубликовал сборник собственных поэтических произведений.

## Научные труды
- См. Полный список научных трудов К. Пайка на англ. языке (более 250)
- Phonetics, a Critical Analysis of Phonetic Theory and a Technique for the Practical Description of Sounds. — Ann Arbor: University of Michigan Press, 1943.
- Language in Relation to a Unified Theory of the Structure of Human Behavior. — The Hague: Mouton, 1967.
- Rhetoric: Discover and Change. (with R. E. Young) — New York: Harcourt, Brace, & World, 1970.